# 養福寺 (荒川区)
養福寺（ようふくじ）は、東京都荒川区にある真言宗豊山派の寺院。

## 概要
1620年（元和6年）、法印乗蓮によって開山された。その後木食義高によって中興したという。
江戸時代、徳川将軍は鷹狩のために江戸郊外のこの地を度々訪れており、隣りの浄光寺は「御膳所」（休憩場所）に充てられた。その間、浄光寺の寺僧たちは同宗派寺院のよしみで当寺で控えていた。
この寺には宝永年間（1704年～1711年）に建立された仁王門があり、中の仁王像は運慶の作といわれている。

## 墓所
- 山崎北華（俳人）

もとは「山崎三左衛門」という浪人で「自堕落先生」を称した。この養福寺で当時としては異例の生前葬を執り行った奇人でもある。墓石を建てたり墓碑銘を書いたのも自堕落先生本人である。

## 交通アクセス
- 日暮里駅より徒歩5分（経路案内）。
- 西日暮里駅より徒歩6分（経路案内）。